# William Rockefeller
Pour les autres membres de la famille, voir Famille Rockefeller.
William Rockefeller, né à Richford (État de New York) le 31 mai 1841 et mort à Tarrytown (New York) le 24 juin 1922, est un financier américain, une des figures de la famille Rockefeller, aux États-Unis.

## Biographie
Frère cadet de John Davison Rockefeller, il entre dans l'exploitation pétroliére en 1865 en lançant une raffinerie, qui est absorbée en 1867 par l'entreprise de son frère, Rockefeller & Andrews. En 1870, elle devient la Standard Oil, rebaptisée ensuite Esso, puis ExxonMobil.
William Rockefeller représente l'entreprise à New York jusqu'en 1911, date à laquelle elle est dissoute par la Cour suprême des États-Unis.
Il s'était également diversifié dans le cuivre, les chemins de fer et les services publics. Marié avec Almira Geraldine Goodsell, il a fondé la National City Bank of New York.

## Vie personnelle
Il fut le premier de plusieurs membres de la famille Rockefeller à devenir chrétien baptiste et à fréquenter l'église baptiste de la Cinquième Avenue ; il devint l'un des principaux financiers de l'église dans les années 1870. William et son frère John D. Rockefeller devinrent plus tard administrateurs de l'église.

### Enfants
- Lewis Edward (1865-1866)
- Emma (1868-1934)
- William Goodsell (1870-1922)
- John Davison (1872-1877)
- Percy Avery (1878-1934)
- Ethel Geraldine (1882-1973)